# Râul Secu, Olt
Râul Secu este un curs de apă, afluent al râului Olt. 

## Hărți
- Harta Munții Făgăraș  Arhivat în 8 septembrie 2013, la Wayback Machine.